# Филистович, Иван Андреевич
Филисто́вич, Ива́н Андре́евич (бел. Філістовіч Іван Андрэевіч, более известен как Янка Філістовіч) (14 января 1926, деревня Понятичи, Вилейский уезд, Виленское воеводство, Польша — 22 ноября 1953, Минск, БССР, СССР) — белорусский коллаборационист, участник антисоветских вооружённых формирований на территории Белоруссии в 1951-1952 годах.

## Биография

### Довоенное время
Иван Филистович родился в 1926 году, в Западной Беларуси. После присоединения Западной Белоруссии к БССР отец Ивана Филистовича был репрессирован и провёл два года в местах заключения, а во время немецкой оккупации стал сельским старостой.

### Немецкая оккупация
Во время Великой Отечественной войны стал коллаборационистом, с 1943 года добровольно служил в 13-м полицейском батальоне при СД. Вместе с немецкими войсками эвакуировался на запад при приближении советских войск. В конце войны, понимая, что поражение Германии неизбежно, попытался перейти к чешским партизанам, однако был задержан и помещен в тюрьму, откуда вышел 8 мая 1945 года.

### Эмиграция в западной Европе
После войны поступил в Сорбонну, проникся идеями белорусского национализма и начал активно участвовать в жизни белорусской эмиграции. Создал Белорусскую независимую организацию молодёжи (численность около 300 человек), начал редактировать журнал «Моладзь» (Молодёжь), издаваемый на белорусском языке латиницей.
Столь активная деятельность Филистовича привела к конфликту с президентом Рады Белорусской Народной Республики Николаем Абрамчиком, который увидел в ней стремление Филистовича расколоть белорусское национальное движение в эмиграции. Иван был вынужден переехать в Бельгию и продолжить учёбу в католическом университете. С переездом помог Борис Рогуля, видный деятель белорусской эмиграции, коллаборационист, возглавлявший разведшколу в Дальвице (известной также как белорусский десантный батальон «Дальвиц»).

### Деятельность в Белоруссии
После трёхмесячной подготовки в американской разведшколе недалеко от Мюнхена Ивана Филистовича 24 сентября 1951 года нелегально на парашюте забросили на территорию БССР. В его первоочередные задачи входила организация подпольной типографии для тиражирования антисоветских листовок и прокламаций. Филистович занимался шпионажем во многих городах Белоруссии, отправлял за рубеж донесения о количестве войск, аэродромах и т. д.
В апреле 1952 года ему удалось наладить связь с группой бывшего полицая С. Микулича из 6 человек, которая с 1949 г. находилась в лесах Вилейского района, совершая грабежи и налёты на магазины и граждан, и возглавить её. Филистович дал ей название «Национально-освободительные вооружённые силы» и попытался придать действиям банды идеологическую подоплёку, однако все его усилия наталкивались на равнодушие и непонимание участников. Из наиболее известных налётов банды — налёт на двух финагентов и похищение 6 тысяч рублей, а также налёт на типографию с целью захвата оборудования для выпуска подпольных газет. Попытки наладить их выпуск, однако, не имели результата.
Кроме того все попытки наладить связь с остатками организованного антисоветского сопротивления на территории БССР, чтобы превратить свою группу в военную единицу организации, также не имели успеха.

### Арест, суд и смерть
Советские контрразведчики упорно охотились за Филистовичем, но задержать его долгое время не удавалось.
Наконец, в ночь на 5 сентября 1952 года сотрудники МГБ окружили лагерь бандитов в лесу. Четверо бандитов, в том числе бывший главарь сдались без сопротивления, и сообщили, что ещё двое вместе с Филистовичем ушли в ближайшую деревню за продуктами. Сотрудники МГБ решили организовать засаду. Утром в лагерь вернулись все трое, включая Филистовича. Однако, почувствовав засаду, бандиты оказали вооружённое сопротивление, в результате которого оба сообщника Филистовича были убиты, а самому ему, несмотря на ранение, удалось скрыться в лесу. Арестовать его получилось только четыре дня спустя — 9 сентября 1952 года — человек, у которого раненый Филистович скрывался, оказался осведомителем МГБ СССР.
Во время суда, начавшегося 17 октября 1952 года, заключённого Филистовича возили на заводы и другие гражданские объекты, чтобы показать, что жизнь в Советской Белоруссии отнюдь не так ужасна, как думают на Западе.
9 сентября 1953 года военный трибунал приговорил Филистовича к расстрелу, а остальных участников подпольной группы — к различным срокам тюремного заключения от 15 до 25 лет.
11 ноября 1953 года Филистович написал прошение о пересмотре дела в Верховный Суд БССР, 21 ноября 1953 года прошение было отклонено.
Вероятнее всего, приговор был приведён в исполнение на следующий день в Пищаловском замке в Минске, где находился Филистович. Однако точная дата смерти Филистовича оспаривается, есть версии, что он был казнён ещё весной или в сентябре 1953 года. Самой поздней возможной датой смерти считается март 1954 года.
По утверждению генерала госбезопасности в отставке Н. П. Гуденя, с самого начала своей деятельности на территории Белоруссии Филистович контролировался органами госбезопасности:

Поскольку белорусские чекисты были предупреждены об этой затее, то и контролировали процесс. Через некоторое время Филистовичу для солидности чекисты «подбросили» «нелегальную» группу Микулича из 6 человек, которая с 1949 года находилась в лесах. Филистович дал «отряду» очень звучное и весьма нелепое название «Национально–освободительные вооружённые силы». Ему казалось, что возглавляет какое-то войско, хотя на самом деле вся его компания была в поле зрения советской контрразведки и вообще наполовину состояла из агентов и доверенных лиц МГБ. Некоторое время задерживать Филистовича не спешили. Наблюдали. Но поскольку Филистович праздновал труса и ничего не делал, то терпение Цанавы лопнуло, и ночью 5 сентября 1952 года сотрудники МГБ окружили лагерь в лесу. Из окружения «удалось» вырваться только «Джону», поскольку контрразведке хотелось посмотреть, есть ли у Филистовича ещё сообщники. Таковых не оказалось, и незадачливого шпиона решили брать…— Галковский С. Контр-разведчик.

## Попытки реабилитации
Некоторые белорусские деятели заявляли о необходимости пересмотра исторической оценки личности Филистовича. Так, например, в 1997 году белорусский журналист Александр Лукашук опубликовал книгу «Филистович. Возвращение националиста», где Филистович изображался в положительной манере, как белорусский патриот и борец против советской власти. К книге также указывается, что в начале девяностых годов активисты Белорусского народного фронта подали в КГБ Белоруссии прошение о реабилитации Филистовича, однако в присланном ответе значилось, что оснований для пересмотра дела нет.

## В литературе и СМИ
История охоты советских разведчиков за Филистовичем и его группировкой легла в основу написанной в 1958 году повести «Па воўчых сцежках» («По волчьим тропам») белорусского писателя Макара Последовича.
В 1997 году вышла брошюра «Філістовіч. Вяртаньне нацыяналіста» («Филистович. Возвращение националиста») директора белорусской службы «Радио Свобода» Александра Лукашука, рассказывающая о жизни Филистовича и представляющая его с противоположной стороны (как борца за свободу Белоруссии от советской оккупации).
В 2010 году в программе «Обратный отсчёт» на ОНТ вышел фильм о Филистовиче «Шпион из-под Вилейки» авторства Людмилы Клинцовой.